# Gançaria
Gançaria es una freguesia portuguesa del concelho de Santarén, con 4,74 km² de superficie y 556 habitantes (2001). Su densidad de población es de 117,3 hab/km².